# Laus Høybye
Laus Rottbøll Høybye (Farum, 11 december 1978) is een Deens acteur.

## Loopbaan
Hij werd in het begin van de jaren 90 bekend met zijn rol als Krumme in de familiefilms Krummerne en Krummerne 2: Stakkels Krumme. Voor deze films zong hij ook de soundtracks, waarmee hij een hit scoorde.
Ook speelde hij in verscheidene toneelstukken en in televisieseries, en was hij te horen op de radio. Regelmatig leent hij zijn stem voor het inspreken van (Disney)films. Zo was hij onder andere te horen in de Deense versie van Hercules en Tarzan.
Hij is aangesloten bij het Odense Teater.

## Filmografie
- 1990 - Camping - Drengen Billy
- 1991 - Cecilia
- 1991 - Krummerne - Krumme
- 1992 - Krummerne 2: Stakkels Krumme - Krumme
- 2003 - Skjulte spor: Aflevering 2.1 - Kenny

### Stemmen
- 1997 - Hercules
- 1998 - Lady en de Vagebond II: Rakkers Avontuur
- 1999 - Tarzan